# Dundas (Ontario)
Dundas [ˈdʌndəs] ist ein Vorort von Hamilton, Ontario in Kanada.
Von 1848 bis 2001 war Dundas eine eigenständige Kleinstadt, am 1. Januar 2001 wurde es nach jahrzehntelangen politischen Auseinandersetzungen zusammen mit anderen kleineren Städten Teil der City of Hamilton. 

## Geschichte
Die Stadt wurde 1848 gegründet. Ihr Name wurde von John Graves Simcoe, Leutnant-Gouverneur von Oberkanada nach seinem Freund Henry Dundas, der erste Vicomte Melville, einem schottischen Rechtsanwalt und Politiker, gewählt.
Im 18. und frühen 19. Jahrhundert genoss Dundas wirtschaftlichen Wohlstand, da es über den Desjardins Canal mit dem Ontariosee verbunden war. Erst später löste Hamilton Dundas in der Funktion als wirtschaftlich wichtigste Stadt der Gegend ab.
Die Stadt besitzt eine sehenswerte Architektur vom Anfang des 20. Jahrhunderts, die schon mehrfach als Kulisse für Film- und Fernsehaufnahmen diente. 
Jährlich findet am dritten Augustwochenende das Dundas Cactus Festival mit Konzerten, einer Parade und Glücksspiel zu wohltätigen Zwecken statt. 

## Städtepartnerschaften
- Kaga (Ishikawa), Japan
- Otjiwarongo, Namibia

## Söhne und Töchter der Stadt
- Caribou (* 1978), Musiker
- William Osler (1849–1919), Mediziner
- Stan Rogers (1949–1983), Folksänger
- Joseph Francis Ryan (1897–1990), Geistlicher